# میان‌کندروان
میان‌کندروان (نام علمی: Mesotardigrada) نام یک رده از شاخه کندرو است.